# Kinston Regional Jetport

i7
i11
i13
Der Kinston Regional Jetport, auch bekannt als Stallings Field, ist ein öffentlicher Regionalflughafen in Lenoir County, North Carolina, (USA), nördlich von Kinston und besitzt mit einer Länge von 3505 Metern eine der längsten Landebahnen im Südosten der USA. Außerdem wird berichtet, dass dieser Flughafen von dem von der CIA beauftragten Unternehmen Aero Contractors benutzt werden soll.

## Fluglinien
- Allegiant Air (Orlando-Sanford)[2]